# Fedorovia inopinata
Fedorovia inopinata là một loài thực vật có hoa trong họ Đậu. Loài này được (Prain) Yakovlev mô tả khoa học đầu tiên năm 1973.